# ريب جوردن
ريب جوردن (بالإنجليزية: Rip Jordan)‏ هو لاعب كرة قاعدة أمريكي، ولد في 28 سبتمبر 1889 في بورتلاند في الولايات المتحدة، وتوفي في 5 يونيو 1960 في ميريديان في الولايات المتحدة.

## وصلات خارجية
- ريب جوردن على موقعبيزبول رفرنس.كوم (الدوري الرئيسي) (الإنجليزية)
- ريب جوردن على موقعبيزبول رفرنس.كوم (الدوري الثانوي) (الإنجليزية)